# 杨丁铭
杨丁铭（1921年—？），男，台湾台北人，中国药学家，曾任山西医学院教授，山西省台湾同胞联谊会会长，中华全国台湾同胞联谊会理事，中国药学会理事。